# Nouvelle synagogue orthodoxe de Košice
La Nouvelle synagogue orthodoxe de Košice (en slovaque : Nová ortodoxná synagóga v Košiciach) ou synagogue de la rue Puškinová est une synagogue de 800 places construite en 1926-1927 par l'architecte Ľudovít Oelschläger. Elle était accompagnée d'une école destinée à la communauté juive. La synagogue a été rénovée en 2007 et est toujours en activité. La communauté juive actuelle étant réduite, seules les grandes fêtes y sont célébrées. Les célébrations ordinaires se font dans une salle de prière située à proximité de l'ancienne synagogue orthodoxe de Košice à la rue Zvonarská.

## Communauté juive de Košice
La première autorisation accordée à un juif de s'installer à Košice date du 6 août 1840. En 1938, sur 58 090 habitants, 11 420 étaient de culture juive, et avant l'holocauste, Košice était un centre juif important, avec plusieurs communautés présentes. Ils furent déportés en quatre convois du 15 mai 1944 au 2 juin 1944 pour Auschwitz. 
Aujourd'hui, une petite communauté habite toujours à Košice ; ils étaient 406 recensés en 2001, faisant de la ville le deuxième plus important centre juif du pays.